# Johann Heinrich Voss

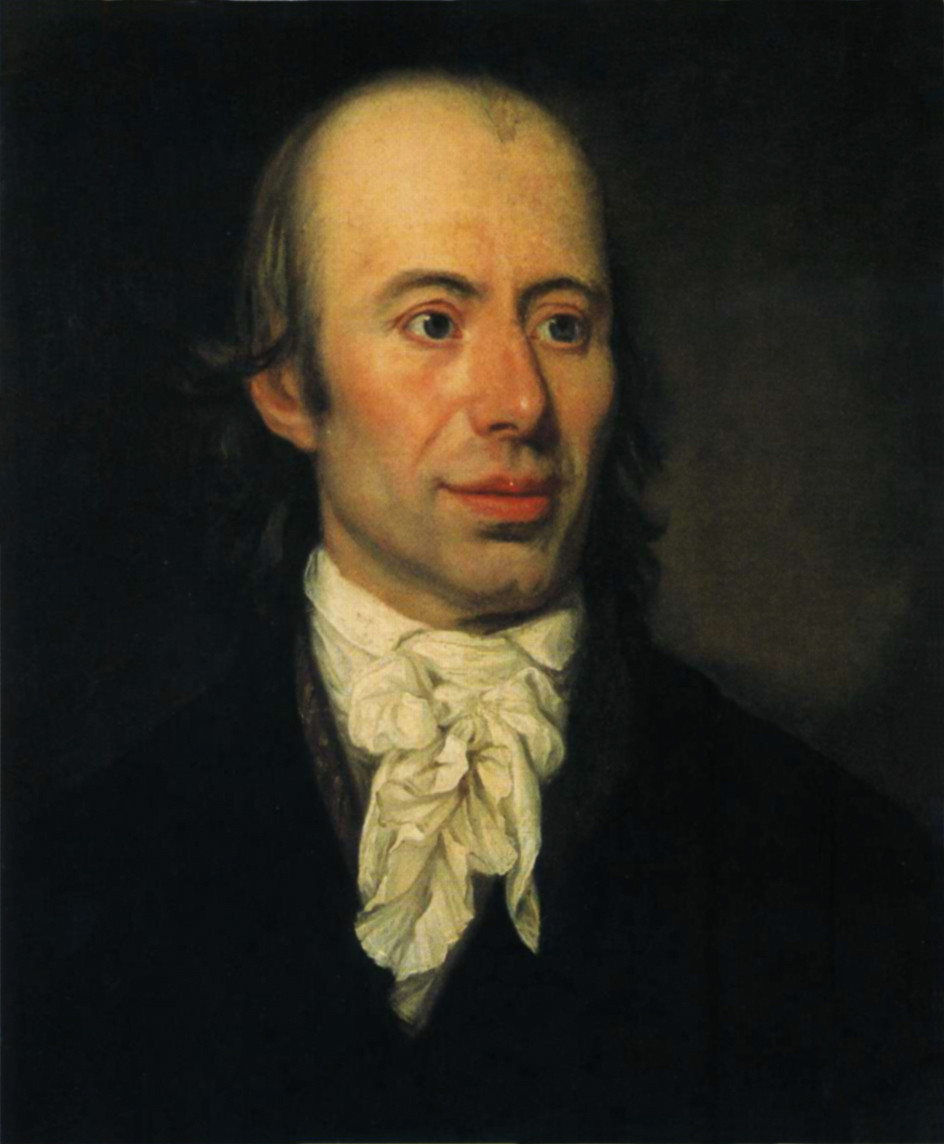
Johann Heinrich Voss, 1797.

Johann Heinrich Voss (en alemán, Johann Heinrich Voß, pronunciado AFI: [ˈfɔs]; Sommersdorf, 20 de febrero de 1751 - Heidelberg, 29 de marzo de 1826) fue un poeta y traductor alemán.

## Biografía
Voss nació en Sommersdorf en Mecklemburgo-Strelitz, hijo de un granjero. Después de acudir al Gymnasium de Nuevo Brandeburgo desde 1766 hasta 1769, se vio obligado a aceptar una tutoría privada para ganar dinero que le permitiera estudiar en una universidad. Por invitación de Heinrich Christian Boie, cuya atención atrajo con poemas que envió al Göttinger Musenalmanach, marchó a Gotinga en 1772. Aquí estudió filología y se convirtió en uno de los espíritus líderes en el famoso Hain o Dichterbund.
En 1775 Boie le hizo de nuevo el cargo de editor del Musenalmanach, que continuó durante varios años. Se casó con la hermana de Boie Ernestine en 1777, y en 1778 fue nombrado rector de la escuela en Otterndorf.
En 1782 Voss aceptó el cargo de rector del gymnasium en Eutin, donde permaneció hasta 1802. Se retiró este año con una pensión de 600 táleros, se asentó en Jena, y en 1805, aunque Johann Wolfgang von Goethe usó sus mayores esfuerzos para persuadirle y que se quedara, aceptó la llamada a un cargo de profesor en Heidelberg. Aquí, disfrutando de un salario considerable, se dedicó totalmente a sus labores literarias, traducciones e investigaciones anticuarias hasta su muerte.
Voss era un hombre de carácter vigoroso y notablemente independiente. Desde 1785 hasta 1795 publicó en dos volúmenes una colección de poemas originales, a los que después hizo muchos añadidos. Lo mejor de estas obras es el poema idílico Luise (1795), en la que él buscaba, con gran éxito, a aplicar el estilo y los métodos de la poesía clásica a la expresión del sentimiento y pensamiento alemanes modernos.

## Obras

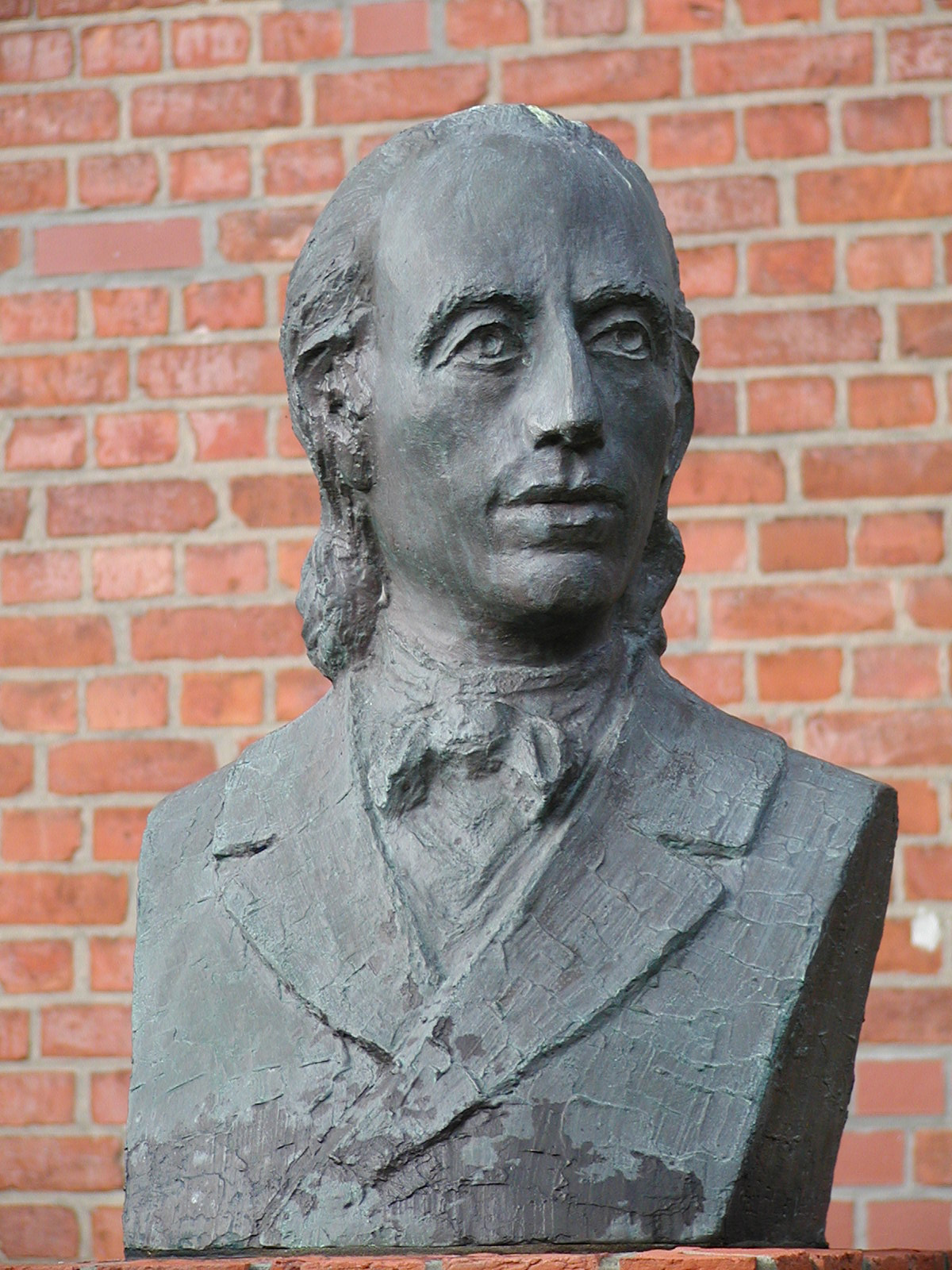
Busto de Johann Heinrich Voss en Otterndorf

En su Mythologische Briefe (2 vols., 1794), en el que atacaba las ideas de Christian Gottlob Heine, en su Antisymbolik (2 vols., 1824-1826), escrito en oposición a Georg Friedrich Creuzer, y en otros escritos, Voss hizo importantes contribuciones al estudio de la mitología. También fue un destacado abogado en pro del derecho al libre juicio en religión, y en la época en que algunos miembros de la escuela romántica se convertían al Catolicismo, produjo una fuerte impresión por un artículo poderoso, en Sophronizon, sobre la repudiación de su amigo Friedrich von Stolberg del Protestantismo (1819).
Pero su lugar en la literatura alemana se debe sobre todo a sus traducciones. No sólo transmiten una sólida erudición sino también una rigurosa maestría de las leyes de la dicción y el ritmo alemanes. Las más famosas de sus traducciones son las de Homero. La mejor es la Odisea , tal como originalmente la publicó en 1781. También tradujo a Hesíodo, Teócrito, Bión y Mosco, Virgilio, Horacio, Tíbulo, Propercio y otros poetas clásicos y preparó una edición crítica de Tíbulo. De 1818 a 1829 fue publicado, en 9 vols, una traducción de las obras de William Shakespeare, que Voss completó con la ayuda de sus hijos Heinrich y Abraham, ambos eruditos y escritores de considerable capacidad.
Sämtliche poetische Werke de Voss se publicó por su hijo Abraham en 1835; nueva ed. 1850. Una buena selección se encuentra en A Sauer, Der Göttinger Dichterbund, vol. i. (Deutsche National-literatur de Joseph Kürschner, vol. 49, 1887). Su hijo también publicó sus Cartas en 4 vols (1829 - 1833). Voss dejó una breve biografía, Abriß meines Lebens (1818). Véase también Wilhelm Herbst, Johann Heinrich Voß (3 vols, 1872 - 1876); Friedrich Heussner, Johann Heinrich Voß als Schulmann in Eutin. Festschrift zum hundertjährigen Gedenktage seiner Ankunft daselbst (1882).
Según Bartlett's Familiar Quotations, Voss es la fuente más probable de la expresión Wein, Weib und Gesang, o, en español, vino, mujeres y música. La frase completa de Voss es Wer nicht liebt Wein, Weib und Gesang / Der bleibt ein Narr sein Lebelang («Aquel que no ame al vino, las mujeres y la música / Será un tonto toda la vida»).

## Homenajes
- La Academia Alemana de la Lengua y la Poesía confiere anualmente el Premio Johann Heinrich Voss a la mejor traducción al alemán.